# Markus Klammer
Markus Klammer (* 28. Mai 1955 in Brixen) ist ein italienischer Kunstkritiker, Herausgeber und Kurator.

## Leben und Wirken
Markus Klammer studierte ab 1974 an der Universität Innsbruck Geschichte, Germanistik, Kunstgeschichte und Philosophie. 1983 wurde er mit einer Dissertationsschrift über das religiöse Bruderschaftswesen in der Zeit der Gegenreformation in Tirol promoviert.
Ab 1980 entstand eine freie Mitarbeit bei Zeitschriften und Zeitungen mit Beiträgen zu Kunst und Kultur. Von 1986 bis 1991 war Markus Klammer Vorstandsmitglied des Forums Ar/Ge-Kunst und Mitarbeiter der Galerie Museum in Bozen; von 1992 bis 1995 folgten Ausstellungen und Projektarbeiten für das Museion – Museum für moderne Kunst Bozen, bis 1998 leitete er den 1995 gegründeten Kunstverein Bozen. Inhaltliche Schwerpunkte sind die ästhetischen Erfahrungen der Repräsentation und Bildkritik seit der Moderne. Zur Tätigkeit als Ausstellungskurator erschienen zahlreiche Publikationen und Katalogtexte.
Markus Klammer ist Oberschullehrer, er lebt und arbeitet in Bozen.

## Kuratierte Ausstellungen (Auswahl)
- Gerhard Merz, Costruire, Galerie Museum Bozen 1989.
- Joseph Beuys, öö, 1972 – 1981, Galerie Museum Bozen 1990.
- Blinky Palermo, Galerie Museum Bozen 1991.
- Heinz Gappmayr, Fläche und Raum, Galerie Museum Bozen 1991.
- Dimension Schweiz 1915 – 1993. Von der frühen Moderne zur Kunst der Gegenwart, Museum für moderne Kunst Bozen 1993.[2]
- Form und Sinn – Ein Kontinuum. Mit Erich Demetz, Heinrich Dunst, Heinz Gappmayr, Ettore Spalletti, Rémy Zaugg, Kunstverein Bozen 1996.
- Gerhard Merz,  Bozen – Bolzano. Kunstverein Bozen 1997.[3][4]
- Michele Bernardi – Karl Bachmann, Kunstverein Bozen 1998.
- Heinz Gappmayr, Stadtmuseum Bruneck 2009.
- Hugo Vallazza, Kunst Meran 2011 und Kreis für Kunst und Kultur, St. Ulrich 2011.[5]
- Franz Josef Noflaner, Museum Ladin, St. Martin in Thurn und Kreis für Kunst und Kultur, St. Ulrich 2012.[6]

## Publikationen (Auswahl)
- Jahrbuch Ar/Ge Kunst 1985 - 1987. Galerie Museum Bozen 1988.
- (Hrsg.): Gerhard Merz. Archipittura. Galerie Museum Bozen 1989.
- (Hrsg.): Joseph Beuys. öö, 1972 - 1981. Galerie Museum Bozen 1990.
- (Hrsg.): Heinz Gappmayr. Fläche und Raum. Galerie Museum Bozen 1991.
- (Hrsg.): Karl Bachmann. Malerei ist Form. Galerie Museum Bozen 1992.
- (Hrsg.): Dimensione Svizzera 1915 – 1993. Dal moderno storico all’arte contemporanea. Museion – Museo d’arte moderna Bolzano. Folio Verlag 1993.
- (Hrsg.): Dimension Schweiz 1915 – 1993. Von der frühen Moderne zur Kunst der Gegenwart. Museion – Museum für moderne Kunst Bozen, Folio Verlag, Wien-Bozen 1993.
- (Hrsg.): Form und Sinn. Ein Kontinuum. Über die Aktualität der Sinnstiftung durch Kunst. Folio Verlag, Wien-Bozen 1996. ISBN 3-85256-049-7; italienische Ausgabe  ISBN 88-86857-01-2.
- (Hrsg.): Gerhard Merz. Bozen-Bolzano. Kunstverein Bozen, Folio Verlag, Wien-Bozen 1997. ISBN 3-85256-071-3.
- (Hrsg.): Michele Bernardi, 1997-1998. Kunstverein Bozen 1998.
- (Hrsg.): Karl Bachmann. Hell-Dunkel-Linie. Kunstverein Bozen 1998.
- (Hrsg.): Hugo Vallazza. Farbe. Form. Natur. Monografie und Werkübersicht. Wienand Verlag, Köln 2011. ISBN 978-3-86832-057-2.
- (Hrsg.): Gianpietro Carlesso. Monografie und Werkübersicht. Hatje Cantz Verlag, Ostfildern 2014. ISBN 978-3-7757-3648-0; englische Ausgabe ISBN 978-3-7757-3649-7; italienische Ausgabe ISBN 978-3-7757-3650-3.
- (Hrsg.): Franz Josef Noflaner, Dichter Worte. Gedichte Prosa, Briefe. Band I, mit Texten von Elmar Locher, Markus Klammer, Verena Zankl. Haymon Verlag 2016. ISBN 978-3-7099-7244-1.
- (Hrsg.): Franz Josef Noflaner, Menschen Blicke. Malerei und Zeichnungen. Band II, mit Texten von Markus Landert, Markus Klammer und Katharina Moling. Haymon Verlag 2016. ISBN 978-3-7099-7245-8.
- (Hrsg.): Christian Reisigl. Trotz wenn aber. Malerei. Mit Beiträgen von Christian Reisigl, Markus Klammer und Michael Donhauser. Folio Verlag, Wien-Bozen 2019. ISBN 978-3-85256-695-5.